# NGC 1325
NGC 1325 je galaksija u zviježđu Eridan.

## Vanjske poveznice
- SEDS: NGC 1325